# Cinema Novo
Cinema Novo is de voormalige naam van een filmfestival dat jaarlijks rond maart-april plaatsvindt in Brugge. In 2013 begon een samenwerking met het Turnhoutse filmfestival Open Doek onder de nieuwe naam MOOOV.
Het Brugse filmfestival werd in 1984 opgericht en toont speelfilms uit de landen van de derde wereld, dus voornamelijk uit Afrika, Azië en Latijns-Amerika. De bedoeling van het filmevenement is het westerse publiek in contact brengen met uitingen van zuiderse en oosterse culturen. Daarnaast poogt het festival om de filmmakers uit de drie continenten als volwaardige wereldkunstenaars aan te brengen en een platform aan te bieden om hun expressies te tonen. Het is immers zeer moeilijk voor onafhankelijke filmmakers uit de derde wereld om door te dringen tot het publiek. Financieel is het voor hen haast onmogelijk promotiecampagnes te organiseren voor hun films. Op weliswaar kleine schaal wil MOOOV hen helpen door hen te introduceren in de Belgische filmdistributie.
Midden de jaren negentig kende het Brugse festival een stroomversnelling: een verhoging van de financiële middelen (mede door de Vlaamse Gemeenschap, Provincie West-Vlaanderen en de Stad Brugge) kon zorgen voor een groter aantal medewerkers en meer vertoningen. Er kwamen ook nevenactiviteiten zoals lezingen, debatten, workshops, tentoonstellingen en optredens. Er worden een zestigtal films gespeeld in 180 vertoningen die zo'n 18.500 bezoekers trekken uit binnen- en buitenland.
Het evenement vindt in Brugge doorgaans plaats in Cinema Lumière, Cinema Liberty en Kinepolis, maar ook andere locaties, zoals het Concertgebouw of de Stadsschouwburg, worden soms gebruikt.